# Parque nacional Snæfellsjökull
El parque nacional Snæfellsjökull o del glaciar Snæfell ([ˈstn̥aiːfɛlsˌjœːkʏtl̥]ⓘ en islandés: Þjóðgarðurinn Snæfellsjökull) es el único parque nacional de Islandia que se extiende hasta la costa. La superficie del parque es de 170 km². El límite meridional del parque alcanza Háahraun en la región de Dagverðará mientras que la parte septentrional llega a Gufuskálar. La costa es variada y está llena de vida de aves durante la época de cría. La llanura costera está cubierta en su mayor parte por lava que fluyó desde el glaciar o cráteres cercanos. La lava está cubierta por una variedad de plantas verdeantes. Snæfellsjökull tiene marcas de lava y signos de actividad volcánica claramente visible en sus lados. En el lado norte del valle Eysteinsdalur corta un sendero de la llanura rodeada por inclinadas montañas.
Los pueblos cercanos al parque nacional incluyen Hellissandur, Rif y Ólafsvík. Son todos centros pesqueros y comerciales. Hoy en día, siguen siendo floreciente puertos pesqueros con comunidades vivas.

## Geología
La geología de la península Snæfellsnes es muy variada, con formaciones de casi todas las épocas del pasado de Islandia. Las formaciones más destacadas en los alrededores del parque nacional, son principalmente de la fecha de la última glaciación. 
El accidente geológico predominante y que da nombre al parque es el Snæfellsjökull.
Las colinas al norte del glaciar, alrededor de Bárðarkista, son de toba palagonita, formados durante erupciones bajo un glaciar o de la superficie del mar. Svalþúfa es probablemente la parte oriental de un cráter que hizo erupción bajo el mar, mientras que Lóndrangar es un tapón volcánico.
La lava predomina en el paisaje de este parque nacional, con dos tipos presentes - lava áspera, irregular, tipo 'A'ā y la suave, viscosa, tipo pahoehoe. La mayoría de la lava emano desde el cráter de la cumbre o de los cráteres subsidiarios en los lados de la montaña. Estas formaciones de lava son muy variados y fascinantes, y hay una gran cantidad de cuevas en la zona. Se recomienda a los visitantes no entrar en las cuevas si no van acompañados por un guía experimentado. En las tierras bajas del Parque se encuentran volcanes más pequeños - Purkhólar , Hólahólar , Saxhólar y Öndverðarneshólar.

## Fauna
El área del parque tiene una gran riqueza en aves, especialmete marinas: arao común, arao de pico ancho, alca común, fulmar boreal, gaviotas cormorán moñudo y charrán ártico, entre otros.

## Etnografía
El parque tiene un vertiente etnográfica e histórica. Cuenta con yacimientos de algunos de los primeros pobladores de Islandia. Al este de Hellissandur, en la bahía de Skarðsvik, en 1962 se descubrió una tumba de un vikingo de entre 18 a 25 años, junta a él aparecieron una espada, una punta de lanza, un pincho de hueso. Y cerca de Budir estaba emplazada la granja Luagarbrekka donde nació Gudridur Thorbjarnardottir que fue la primera europea en dar a luz en el continente americano en la colonia vikinga de Vinland. Más tarde viajó hasta Roma y fue recibida por el Papa.
La pesca floreció a partir del siglo XIII y la población humana creció en las áreas alrededor del glaciar. Antes de 1200 se construyó una iglesia en la colina de Ingjaldshóll. El tamaño de la iglesia da testimonio de la población considerable de ciudades y pueblos cercanos, por lo menos durante la temporada de pesca, de febrero a junio. Y al menos mientras duraba la temporada era la región más densamente poblada de Islandia. El motivo para este florecimiento está en las ricas zonas de pesca cercanas. Las estaciones de pesca se construyeron donde había un buen acceso al mar abierto. Dritvík es uno de los ejemplos más conocidos. Fue una de las mayores estaciones de pesca en Islandia. Durante periodo de tiempo, con 40 a 60 barcos y las personas empleadas en ese 200-600. En los límites de parque, cerca del mástil de radio de ondalarga de Hellissandur se puede ver restos de secaderos de pescado de la estación de pesca de Gufuskálar. La pesca se redujo en la península de Snæfellsnes durante el siglo XIX debido a cambios en las técnicas de pesca.
Otra actividad humana que floreció fue la captura de huevos de aves en los acantilados.